# Dominique Swainová
Dominique Swainová, rodným jménem Dominique Ariane Swain (* 12. srpna 1980 Malibu) je americká herečka.

## Počátky
Narodila se v kalifornském Malibu Davidu a Cindy Swainovým. Vyrůstala mezi pěti sourozenci a chodila na střední školu právě v Malibu.
Ve filmu se poprvé objevila v roce 1993, a to ve snímku Dobrý synek, kde hlavní role zahráli Macaulay Culkin, Elijah Wood nebo David Morse. Její sestra Chelse Swain je také herečkou.

## Kariéra
Největší role její kariéry přišly v roce 1997. Nejprve si zahrála v remaku románu spisovatele Vladimira Nabokova Lolita. Tentýž rok pak šel do kin film s Nicolasem Cagem a Johnem Travoltou s názvem Tváří v tvář, kde si zahrála Travoltovu nevyrovnanou dceru Jamie.
Další léta však přišly nepříliš významné role, pod které se podepsala i závislost na alkoholu, ze které se však časem dostala. Českým divákům z jejího působení mohou být známy snímky jako Drsná škola, Cesta ke zlu nebo Alpha Dog.

## Ocenění
V roce 1999 získala Young Artist Award v kategorii nejlepší výkon mladé herečky v TV filmu, seriálu či TV serii za film Lolita. V roce 2007 získala cenu na filmovém festivalu v Los Angeles v kategorii nejlepší herečka za film The Pacific and Eddy.
V roce 1998 pak byla nominována na cenu Saturnu za nejlepší herecký výkon mladého herce/herečky za film Tváří v tvář. O rok později získala nominace na MTV Movie Award, YoungStar Award a CFCA Award za Lolitu a v roce 2003 nominaci na DVD Premiere Award za roli ve filmu Drsná škola.

## Osobní život
Dominique je jednou z veřejných osobností, které podporují organizaci PETA a v 21 letech se stala nejmladší modelkou, která pro tuto organizaci zapozovala nahá.
V roce 2002 byla magazinem Stuff prohlášena za jednu z nejvíc 102 sexy žen světa. Vystupovala také v několika hudebních videoklipech umělců, ke kterým patří Sky Parade, Nickelback nebo Moby.

## Filmografie
- 1993 Dobrý synek
- 1997 Lolita, Tváří v tvář
- 1998 Girl
- 2000 Praktikantka, The Smokers
- 2001 Happy Campers, Mean People Suck, Drsná škola
- 2002 Pumpkin, Smrt pod hladinou, Lhostejnost
- 2003 Briar Patch, As Firgins Fall, Job
- 2004 Vražda mimo sezonu, Magická hlubina 2, The Madam's Family: The Truth About the Canal Street Brothel
- 2005 JAG (TV seriál), Cesta ke zlu (TV film), Journeyman, The Locrian Mode
- 2006 Posel ztracených duší (TV seriál), Alpha Dog, All In, Bezva jízda (TV film)
- 2007 The Pacific and Eddy, Fall Down Dead, Dead Mary (TV film), White Air
- 2008 Borders, Toxic, Vyprahlá prérie (TV film), Stiletto, Noble Things, Capers
- 2009 Nightfall, Stuntmen
- 2010 Road to Nowhere